# 野口武彦
野口 武彦（のぐち たけひこ、1937年6月28日 - 2024年6月9日）は、日本の文芸評論家、国文学者、思想史家、作家。神戸大学名誉教授。

## 来歴
東京府出身。1956年、東京都立戸山高等学校卒業。1962年、早稲田大学第一文学部卒業。その後、東京大学文学部卒業、東京大学大学院博士課程中退。
神戸大学大学院人文学研究科・文学部助教授、教授を経て、2002年に定年退官、名誉教授。ハーバード大学客員研究員、プリンストン大学客員教授を務める。
1973年に『谷崎潤一郎論』で亀井勝一郎賞、1980年に『江戸の歴史家』でサントリー学芸賞、1986年に『「源氏物語」を江戸から読む』で芸術選奨文部大臣賞、1992年に『江戸の兵学思想』で和辻哲郎文化賞、2003年に『幕末気分』で読売文学賞を受賞。
2010年に脳梗塞などを患いながら、執筆活動を続けていたが、2024年6月9日に老衰により死去した。86歳没。

## 人物
早大時代は全国学生自治会連絡会議（全自連）のリーダーであった。
専攻は近世の儒学だが、31歳で『三島由紀夫の世界』を上梓し、ついで『石川淳論』を出すなど、文芸評論家として華々しく活躍、ついで『洪水の後』など小説を書き、小説の単行本は三冊にのぼる。さらに大江健三郎や谷崎潤一郎を論じるが、1971年に最初の論文集『江戸文学の詩と真実』を刊行、その後も近世文学、思想と近代文学について執筆活動を続ける。1990年代以降は、近世の歴史事象を一般向けに書く仕事が多い。
『「源氏物語」を江戸から読む』で、村田春海の著として論じた「源語提要」は、五井蘭洲の著であることを中村幸彦が既に指摘しており、また『忠臣蔵』では、言葉の使い方がおかしいと、高島俊男から指摘されている。

## 著書
- 『三島由紀夫の世界』講談社 1968年
- 『石川淳論』筑摩書房 1969年、新版1988年
- 『洪水の後』（小説集）河出書房新社 1969年
- 『吠え声・叫び声・沈黙 大江健三郎の世界』新潮社 1971年
- 『江戸文学の詩と真実』中央公論社〈中公叢書〉1971年、新版1978年
- 『谷崎潤一郎論』中央公論社 1973年
- 『収穫の年』（小説集）、河出書房新社 1973年
- 『日本の旅人 頼山陽 歴史への帰還者』淡交社 1974年
- 『徳川光圀　朝日評伝選』朝日新聞社 1976年
- 『旗は紅に燃えて』新潮社 1977年
- 『花の詩学』朝日新聞社 1978年
- 『江戸文林切絵図』冬樹社 1979年
- 『江戸の歴史家 歴史という名の毒』筑摩書房 1979、ちくま学芸文庫 1993年
- 『「悪」と江戸文学』朝日新聞社、朝日選書 1980年
- 『日本語の世界13 小説の日本語』中央公論社 1980年
- 『作家の方法』筑摩書房 1981年
- 『江戸人の昼と夜』筑摩書房 1984年、『江戸人の精神絵図』講談社学術文庫 2011年
- 『江戸百鬼夜行』ぺりかん社 1985年
- 『三島由紀夫と北一輝』福村出版 1985年
- 『近代小説の言語空間』福武書店 1985年
- 『『源氏物語』を江戸から読む』講談社 1985年、講談社学術文庫 1995年
- 『王道と革命の間 日本思想と孟子問題』筑摩書房 1986年
- 『江戸わかもの考 歴史のなかの若者たち3』三省堂 1986年
- 『文化記号としての文体』ぺりかん社 1987年
- 『江戸人の歴史意識』朝日選書 1987年
- 『近代日本の恋愛小説』大阪書籍（朝日カルチャーブックス） 1987年
- 『江戸がからになる日 - 石川淳論第2』筑摩書房 1988年
- 『秋成幻戯』青土社 1989年
- 『日本文明史 第6巻 太平の構図 文明の成熟』角川書店 1990年
- 『江戸の幾何空間』福村出版 1991年
- 『江戸の兵学思想』中央公論社 1991年、中公文庫 1999年（第4回和辻哲郎文化賞受賞）
- 『近代文学の結晶体』新典社 1991年
- 『江戸と悪 『八犬伝』と馬琴の世界』角川書店 1992年
- 『日本近代批評のアングル』青土社 1992年
- 『江戸思想史の地形』ぺりかん社 1993年
- 『荻生徂徠―江戸のドン・キホーテ』中公新書 1993年
- 『日本思想史入門』筑摩書房〈ちくまライブラリー〉 1993年
- 『三人称の発見まで』筑摩書房 1994年
- 『忠臣蔵 赤穂事件・史実の肉声』ちくま新書 1994年、ちくま学芸文庫（増補版） 2007年
- 『一語の辞典 小説』三省堂 1996年
- 『安政江戸地震 災害と政治権力』ちくま新書 1997、ちくま学芸文庫 2004年
- 『江戸のヨブ―われらが同時代・幕末』中央公論新社 1999年
- 『幕末パノラマ館』新人物往来社 2000年
- 『幕府歩兵隊―幕末を駆けぬけた兵士集団』中公新書 2002年
- 『近代日本の詩と史実』中央公論新社〈中公叢書〉 2002年
- 『幕末気分』講談社 2002年、講談社文庫 2005年
- 『幕末伝説』講談社 2003年
- 『蜀山残雨―大田南畝と江戸文明』新潮社 2003年
- 『新選組の遠景』集英社 2004年
- 『幕末の毒舌家』中央公論新社 2005年
- 『大江戸曲者列伝 太平の巻、幕末の巻』新潮新書 2006年
- 『長州戦争 幕府瓦解への岐路』中公新書 2006年
- 『江戸は燃えているか』文藝春秋 2006年
- 『幕末バトル・ロワイヤル』新潮新書 2007年
- 『井伊直弼の首 幕末バトル・ロワイヤル』新潮新書 2008年
- 『幕末不戦派軍記』講談社 2008年、草思社文庫（増補版） 2014年
- 『天誅と新選組 幕末バトル・ロワイヤル』新潮新書 2009年
- 『江戸の風格』日本経済新聞出版社 2009年
- 『鳥羽伏見の戦い 幕府の命運を決した四日間』中公新書 2010年
- 『巨人伝説 井伊直弼と長野主膳』（歴史小説）講談社 2010年
- 『慶喜の捨て身 幕末バトル・ロワイヤル』新潮新書 2011年
- 『勝海舟の腹芸 明治めちゃくちゃ物語』新潮新書 2012年
- 『慶喜のカリスマ』講談社 2013年
- 『維新の後始末 明治めちゃくちゃ物語』新潮新書 2013年
- 『幕末明治不平士族ものがたり』草思社 2013年、草思社文庫 2018年
- 『忠臣蔵まで 「喧嘩」から見た日本人』講談社 2013年
- 『異形の維新史』草思社 2013年、草思社文庫 2018年
- 『「今昔物語」いまむかし』文藝春秋 2014年
- 『花の忠臣蔵』講談社 2016 - 中国語版も出版された[6]。
- 『元禄六花撰』（小説集）講談社 2018年
- 『元禄五芒星』（小説集）講談社 2019年
- 『明治伏魔殿　開化奇譚集』（小説集）講談社 2022年
- 『歌集 うつつの津の国』砂子屋書房 2022年
- 『言葉と声音：小説言語ことはじめ』知の新書：文化科学高等研究院出版局、2023年

### 訳・校注 ほか
- 安藤昌益『自然真営道』講談社学術文庫、2021年12月

編訳、管啓次郎新版解説。元版は「日本の名著19 安藤昌益」責任編集、中央公論社、1971年
- ジョン・ネイスン『三島由紀夫――ある評伝』新潮社、1976年、新版2000年8月
- 本居宣長『宣長選集　直毘霊・くず花・玉くしげ・秘本玉くしげ』筑摩叢書、1986年10月